# Batňovice
Batňovice (en allemand : Batnowitz) est une commune du district de Trutnov, dans la région de Hradec Králové, en République tchèque. Sa population s'élevait à 775 habitants en 2020.

## Géographie
Batňovice se trouve à 7 km au nord-ouest de Červený Kostelec, à 11 km au sud-est de Trutnov, à 38 km au nord-nord-est de Hradec Králové et à 124 km à l'est-nord-est de Prague.
La commune est limitée par Velké Svatoňovice et Malé Svatoňovice au nord, par Rtyně v Podkrkonoší à l'est, par Úpice au sud et à l'ouest, et par Suchovršice au nord-ouest.

## Histoire
La première mention écrite du village date de 1361.